# Niclas Jönsson (Motorsportler)

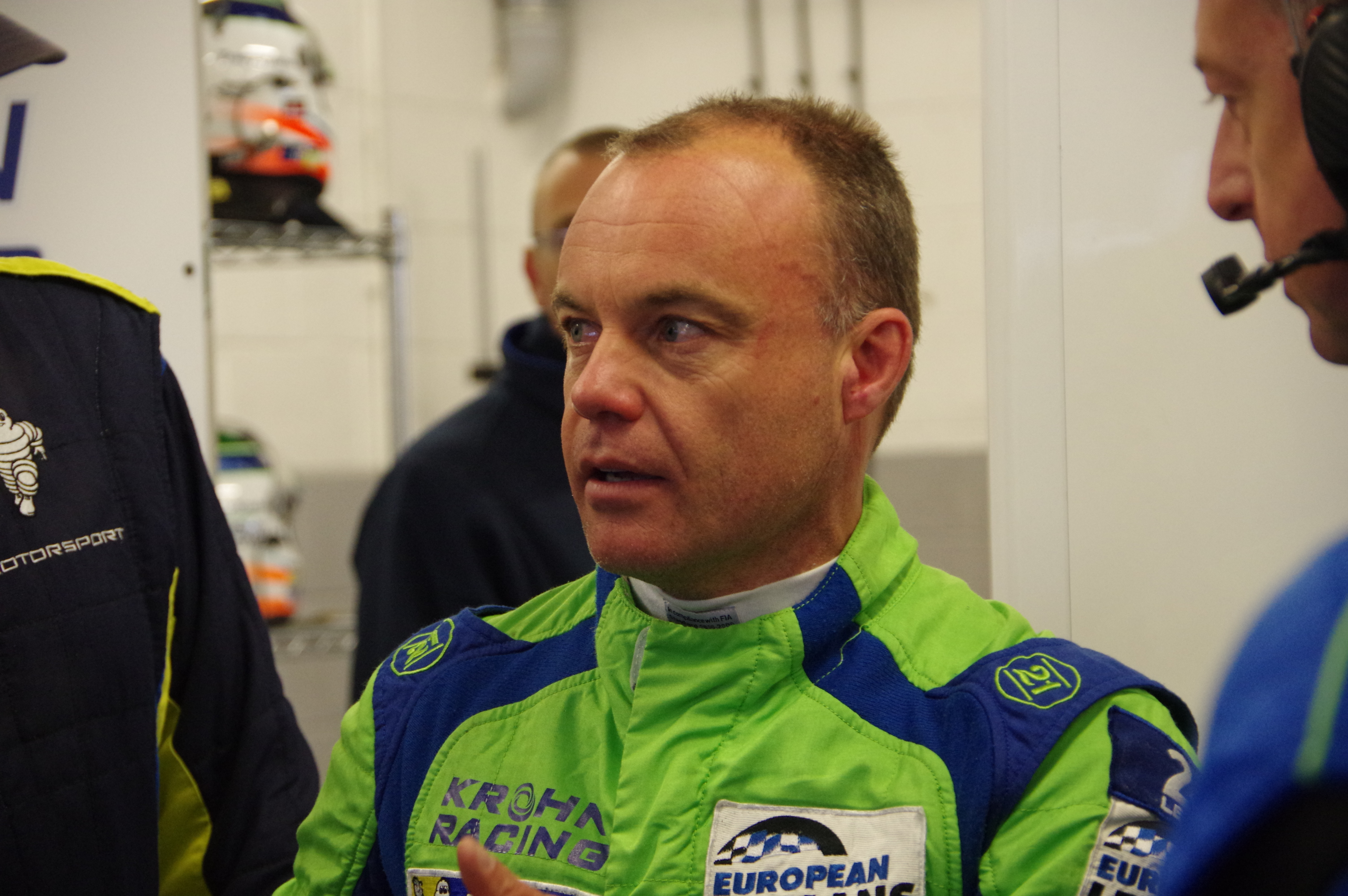
Niclas Jönsson 2016

Niclas Lennart „Nic“ Jönsson (* 4. August 1967 in Bankeryd) ist ein schwedischer Rennfahrer.

## Werdegang
Jönsson begann 1977 als Kartfahrer mit dem Motorsport. Nachdem er dreimal den schwedischen Landesmeistertitel im Kartfahren geholt hatte, debütierte er 1989 in der Formel 3. Dort gewann er 1990 und 1991 die skandinavische Rennserie und rückte 1992 in die Swedish Touring Car Championship auf. Ab 1999 trat Jönsson in der American Le Mans Series und der Indy Racing League an. 2003 nahm er an der Speed World Challenge teil, in der er im folgenden Jahr hinter Bill Auberlen den zweiten Platz in der Fahrerwertung belegte.
Jönsson besitzt einen Master in Psychologie mit Schwerpunkt Sprachtherapie.

## Statistik

### Le-Mans-Ergebnisse
| Jahr | Team                   | Fahrzeug               | Teamkollege       | Teamkollege | Platzierung     | Ausfallgrund |
| ---- | ---------------------- | ---------------------- | ----------------- | ----------- | --------------- | ------------ |
| 2006 | White Lightning Racing | Porsche 996 GT3 RSR    | Jörg Bergmeister  | Tracy Krohn | Ausfall         | Unfall       |
| 2007 | Risi Competizione      | Ferrari F430 GT        | Colin Braun       | Tracy Krohn | Rang 19         |              |
| 2008 | Risi Competizione      | Ferrari F430 GT        | Eric van de Poele | Tracy Krohn | Ausfall         | Unfall       |
| 2009 | Risi Competizione      | Ferrari F430 GTC       | Eric van de Poele | Tracy Krohn | Rang 22         |              |
| 2010 | Risi Competizione      | Ferrari F430 GT2       | Eric van de Poele | Tracy Krohn | Ausfall         | Motorschaden |
| 2011 | Krohn Racing           | Ferrari F430 GTE       | Michele Rugolo    | Tracy Krohn | Ausfall         | Defekt       |
| 2012 | Krohn Racing           | Ferrari 458 Italia GTC | Michele Rugolo    | Tracy Krohn | Rang 26         |              |
| 2013 | Krohn Racing           | Ferrari 458 Italia GT2 | Maurizio Mediani  | Tracy Krohn | Ausfall         | Unfall       |
| 2014 | Krohn Racing           | Ferrari 458 Italia GT2 | Ben Collins       | Tracy Krohn | Rang 30         |              |
| 2015 | Krohn Racing           | Ligier JS P2           | João Barbosa      | Tracy Krohn | Rang 32         |              |
| 2016 | Krohn Racing           | Ligier JS P2           | João Barbosa      | Tracy Krohn | Rang 22         |              |
| 2017 | DH Racing              | Ferrari 488 GTE        | Andrea Bertolini  | Tracy Krohn | Rang 42         |              |
| 2018 | Eurasia Motorsport     | Ligier JS P217         | Andrea Bertolini  | Tracy Krohn | nicht klassiert |              |

### Sebring-Ergebnisse
| Jahr | Team                       | Fahrzeug               | Teamkollege      | Teamkollege       | Platzierung | Ausfallgrund |
| ---- | -------------------------- | ---------------------- | ---------------- | ----------------- | ----------- | ------------ |
| 2001 | Prototype Technology Group | BMW M3 E46             | Bill Auberlen    | Joey Hand         | Ausfall     | Motorschaden |
| 2003 | White Lightning            | Porsche 911 GT3-RS     | Johnny Mowlem    | Craig Stanton     | Rang 11     |              |
| 2004 | J-3 Racing                 | Porsche 911 GT3-RS     | Romeo Kapudija   | Dorsey Porter     | Rang 20     |              |
| 2005 | J3 Racing Inc.             | Porsche 996 GT3-RSR    | Tim Sugden       |                   | Rang 10     |              |
| 2006 | Petersen White Lightning   | Porsche 996 GT3-RSR    | Jörg Bergmeister | Tim Bergmeister   | Rang 16     |              |
| 2007 | Risi Competizione          | Ferrari F430 GT        | Tracy Krohn      | Colin Braun       | Rang 22     |              |
| 2008 | Risi Competizione          | Ferrari F430 GTC       | Tracy Krohn      | Eric van de Poele | Rang 14     |              |
| 2009 | Risi Competizione          | Ferrari F430 GTC       | Tracy Krohn      | Eric van de Poele | Rang 12     |              |
| 2010 | Risi Competizione          | Ferrari F430 GTC       | Tracy Krohn      | Eric van de Poele | Rang 14     |              |
| 2011 | Krohn Racing               | Ferrari F430 GTE       | Tracy Krohn      | Michele Rugolo    | Rang 19     |              |
| 2012 | Krohn Racing               | Ferrari 458 Italia     | Tracy Krohn      | Michele Rugolo    | Rang 47     |              |
| 2014 | Krohn Racing               | Ferrari 458 Italia GT2 | Tracy Krohn      | Andrea Bertolini  | Rang 15     |              |
| 2015 | Krohn Racing               | Ligier JS P2           | Tracy Krohn      | Olivier Pla       | Rang 8      |              |
| 2016 | Krohn Racing               | Audi R8 LMS ultra      | Tracy Krohn      | Pierre Kaffer     | Rang 36     |              |
| 2017 | Core Autosport             | Porsche 911 GT3 R      | Jon Bennett      | Colin Braun       | Ausfall     | Defekt       |

### Einzelergebnisse in der FIA-Langstrecken-Weltmeisterschaft
| Saison  | Team               | Rennwagen              | 1   | 2   | 3   | 4   | 5   | 6   | 7   | 8   | 9   |
| ------- | ------------------ | ---------------------- | --- | --- | --- | --- | --- | --- | --- | --- | --- |
| 2012    | Krohn Racing       | Ferrari 458 Italia GT2 | SEB | SPA | LEM | SIL | SAO | BAH | FUJ | SHA |     |
| 2012    | Krohn Racing       | Ferrari 458 Italia GT2 | 47  | 32  | 25  | 26  | DNF | 18  | 22  | 21  |     |
| 2013    | Krohn Racing       | Ferrari 458 Italia GT2 | SIL | SPA | LEM | SAO | AUS | FUJ | SHA | BAH |     |
| 2013    | Krohn Racing       | Ferrari 458 Italia GT2 | 25  | 28  | DNF | 18  | 24  | 24  | DNF | DNF |     |
| 2014    | Krohn Racing       | Ferrari 458 Italia GT2 | SIL | SPA | LEM | AUS | FUJ | SHA | BAH | SAO |     |
| 2014    | Krohn Racing       | Ferrari 458 Italia GT2 |     |     | 30  | 25  |     |     |     |     |     |
| 2015    | Krohn Racing       | Ligier JS P2           | SIL | SPA | LEM | NÜR | AUS | FUJ | SHA | BAH |     |
| 2015    | Krohn Racing       | Ligier JS P2           | 32  |     |     |     |     |     |     |     |     |
| 2016    | Krohn Racing       | Ligier JS P2           | SIL | SPA | LEM | NÜR | MEX | AUS | FUJ | SHA | BAH |
| 2016    | Krohn Racing       | Ligier JS P2           | 22  |     |     |     |     |     |     |     |     |
| 2017    | DH Racing          | Ferrari 488 GTE        | SIL | SPA | LEM | NÜR | MEX | AUS | FUJ | SHA | BAH |
| 2017    | DH Racing          | Ferrari 488 GTE        | 42  |     |     |     |     |     |     |     |     |
| 2018/19 | Eurasia Motorsport | Ligier JS P217         | SPA | LEM | SIL | FUJ | SHA | SEB | SPA | LEM |     |
| 2018/19 | Eurasia Motorsport | Ligier JS P217         | DNF |     |     |     |     |     |     |     |     |